# Depeche Mode
Depeche Mode (укр. «Депеш мод», у перекладі з фр. «вісник моди») — англійський музичний колектив, що утворився 1980 року в місті Базілдон (графство Ессекс). Цей гурт створив власний стиль у жанрах електронної та рок-музики і є одним із найуспішніших та довгоживучих гуртів світу.
2 листопада 2006 року Depeche Mode перемогли в номінації «Найкращий гурт» на церемонії MTV Europe Music Awards. До 2011 року було продано близько 115 мільйонів копій альбомів Depeche Mode, а 44 сингли потрапили в британський хіт-парад. Журнал Q назвав Depeche Mode «найпопулярнішим гуртом електронної музики, яку лише знав світ» та заніс до списку «50 гуртів, які змінили світ!».
2010 року музичний канал VH1 визначив Depeche Mode на 98-е місце в списку «100 найбільших артистів усіх часів та народів».
На творчість Depeche Mode вплинули німецькі піонери електронної музики Kraftwerk. Пізніше Depeche Mode самі справили значний вплив на багатьох виконавців, переважно завдяки своїй техніці звукозапису та інноваційному використанню семпліювання. Попри те, що гурт неабияк вплинув на розвиток сучасної танцювальної електронної музики, його зазвичай зараховують до жанру «альтернативної музики».
Depeche Mode утворені 1980 року як квартет, до складу якого увійшли Дейв Гаан (основний вокаліст), Мартін Ґор (клавішні, гітара, вокал), Енді Флетчер (клавішні) та Вінс Кларк (клавішні). Вінс Кларк покинув гурт після виходу дебютного альбому 1981 року. Його місце посів Алан Вайлдер (клавішні, ударні), який грав у гурті з 1982 по 1995 рік. Після відходу Вайлдера колектив оформився як тріо: Гаан, Ґор і Флетчер.

## Історія

### Створення гурту (1977—1980)

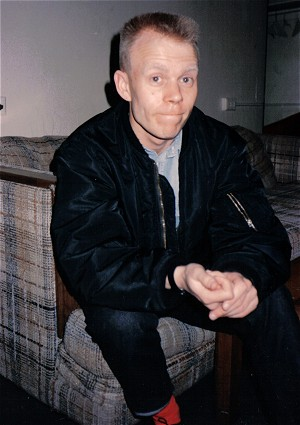
Вінс Кларк 1986 року, Сан-Франциско, Каліфорнія

Витоки Depeche Mode простежуються з 1977 року, коли Вінс Кларк та Ендрю Флетчер створили гурт No Romance in China, в якому Вінс був вокалістом та гітаристом, а Ендрю — басистом. 1978 року Кларк грав у гурті The Plan разом зі своїм шкільним приятелем Робертом Марлоу (англ. Robert Marlow), який був вокалістом, а Кларк — гітаристом та клавішником. У цей самий час, у 1978—1979 роках, Мартін Ґор як гітарист брав участь в акустичному дуеті Norman and The Worms разом зі своїм шкільним другом Філіпом Бердеттом (англ. Philip Burdett), який останнім часом є фолк-співаком. 1979 року Марлоу, Ґор, Кларк і їхній приятель Пол Редмонд (англ. Paul Redmond) організували гурт The French Look: Марлоу — вокал/клавішні, Ґор — гітара, Кларк та Редмонд — клавішні. Приблизно через рік, у березні 1980-го, Кларк, Ґор і Флетчер створили новий гурт Composition of Sound, в якому Кларк був вокалістом та гітаристом, Ґор — клавішником, а Флетчер — басистом. The French Look та Composition of Sound одного разу виступили спільно на концерті в червні 1980 року в молодіжному клубі школи Св. Миколая (англ. St. Nicholas School Youth Club) в місті Саутенд-он-Сі (англ. Southend-on-Sea), Ессекс.
Незабаром після утворення Composition of Sound Кларк та Флетчер перейшли на синтезатори, заробляючи гроші на їх придбання випадковими заробітками або займаючи інструменти у друзів. Девід Гаан приєднався до гурту 1980 року, після того як Вінс Кларк почув його проникливе виконання пісні Девіда Боуї (англ. David Bowie) «Heroes» на одному з місцевих концертів. Нову назву було взято у французького журналу мод Dépêche Mode, яке перекладається як «Новинки моди», «Вісник моди» або «Останні вісті моди», однак назву часто перекладають неправильно: як «Швидка мода», через плутанину з французьким дієсловом se dépêcher (поспішати).

### Перші успіхи (1981—1982)
Після одного з виступів у клубі «Бридж Хауз», гурту зробив пропозицію Деніел Міллер (англ. Daniel Miller — засновник звукозаписної компанії Mute Records), який хотів, щоб вони зробили дебютний запис для розкручування його лейблу. Результатом цього усного контракту стала пісня «Dreaming of Me», яка була випущена в лютому 1981 року. Їй вдалося досягти 57-го місця в британських чартах. Натхненний цим несподіваним успіхом, гурт записує свій другий сингл «New Life», котрий значно перевершив перший, піднявшись до 11-ї позиції. Через три місяці гурт випускає «Just Can't Get Enough» — перший свій сингл, який увійшов до десятки найкращих у Сполученому Королівстві, досягнувши 8-го місця. Цей запис у багатьох відношеннях став проривом, і його успіх проклав шлях їх дебютному альбому Speak & Spell, який вийшов у листопаді 1981 року, в кінцевому підсумку досягнувши 10-го місця серед альбомів у британських чартах. Критичні відгуки були різні. Журнал Melody Maker писав про нього наступне: «… величний альбом, саме такий, який вони повинні були записати, щоб завоювати нову аудиторію та порадувати ненаситних фанатів», тоді як журнал Rolling Stone був критичніший, назвавши його повним провалом.
Під час гастролей на підтримку альбому Вінс Кларк почав висловлювати своє незадоволення з приводу напряму, в якому розвивається гурт. Пізніше він сказав: «Ніколи не було достатньо часу, щоб зробити що-небудь». У листопаді 1981 року Кларк оголосив, що залишає гурт. Крім того, стверджувалося, що Вінс Кларк був хворий під час гастролей, на що Дейв Гаан через кілька років сказав:«Фігня це, якщо чесно». Незабаром Кларк зайнявся іншими проєктами. Він приєднався до блюзової співачки Елісон Мойе і сформував Yazoo, а потім дует Erasure з Енді Беллом.
Наприкінці 1981 року учасники гурту розмістили оголошення в газеті Melody Maker такого змісту: «Потрібен клавішник для усталеного гурту — не для проведення часу». На оголошення відгукнувся Алан Вайлдер, 22-річний клавішник із Західного Лондона, і після двох прослуховувань у Деніела Міллера він був прийнятий як четвертий учасник гурту. Однак, попри це, Міллер сказав Алану, що йому немає необхідності брати участь у запису поточного альбому. Перший музичний внесок у діяльність гурту Алан уніс 1983 року.
Другий альбом гурту A Broken Frame вийшов у вересні 1982 року. Цей альбом загалом видавався перехідним. Після відходу Кларка, Мартін Ґор став основним та фактично єдиним автором пісень Depeche Mode. Тепер композиції стали похмурішими, вказуючи на те, в якому напрямі гурт працюватиме надалі.

### Зростання міжнародної популярності (1983—1988)
Для випуску свого третього альбому Construction Time Again, Depeche Mode ухвалили рішення про роботу з продюсером Гаретом Джонсом, на студії Джона Фоккса The Garden. В альбомі відбулася різка зміна в звучанні гурту. Частково це пояснюється використанням цифрових семплерів Synclavier та Emulator, разом з аналоговими синтезаторами, які використовувалися раніше. Використавши шуми від повсякденних предметів, гурт створив електричний, індустріальний звук, схожий зі звучанням таких гуртів, як Art of Noise та Einstürzende Neubauten. Чудовим прикладом нового звучання став перший сингл цього альбому «Everything Counts», коментар щодо жадібності транснаціональних компаній, який став № 6 у Великій Британії, а також увійшов до 30 найкращих у Південній Африці, Швейцарії, Швеції і Західній Німеччині. Алан Вайлдер написав дві пісні для цього альбому (The Landscape is Changing, Two Minute Warning). У перші роки свого існування Depeche Mode добилися популярності лише у Великій Британії, Європі й у Австралії.
Хай там як, все змінилося в березні 1984 року, коли вони випустили свій сингл «People Are People». Ця пісня, присвячена проблемі расизму, досягла 13-го місця в американських чартах, 4-го місця в чартах Великої Британії та Швейцарії та стала першою, яка досягла 1-го місця в хіт-парадах (Німеччина). Намагаючись витягти максимальну вигоду з несподіваного успіху синглу, Sire Records, звукозаписна компанія гурту в Північній Америці, випустила збірку з такою самою назвою. Через місяць гурт закінчив роботу над альбомом Some Great Reward, який загалом був сприйнятий добре. Газета Melody Maker заявила щодо альбому наступне: «Ви будете приємно здивовані тому, що відбувається тут, прямо у вас під носом». Some Great Reward показав, що гурт експериментує з дедалі похмурішими темами, такими, як нестандартні сексуальні відносини («Master And Servant»), позашлюбні зв'язки («Lie To Me»), несправедливий суд Всевишнього («Blasphemous Rumours»). Також до альбому увійшла перша балада Мартіна Ґора («Somebody») — ідея, що стала ключовою для всіх наступних альбомів. Це був перший альбом Depeche Mode, який увійшов до чартів США, а також до десятки найкращих у деяких країнах Європи. Саме в цей період гурт асоціювався з готичною субкультурою, котра нещодавно зародилася в Британії та поступово набувала популярності в Сполучених Штатах. Там гурт спочатку придбав популярність завдяки студентським радіостанціям та радіостанціям, що транслюють сучасний рок, таким, як KROQ з Лос-Анджелеса та WLIR з Лонг-Айленда, Нью-Йорк. Отже, вони головним чином звернулися до альтернативної аудиторії. В цьому плані гурт різко контрастував із ситуацією в Європі та Великій Британії, попри дедалі похмуріші та серйозніші тони в їхніх піснях.
Найбільші зміни Depeche Mode перетерпіли 1986 року з виходом їх п'ятнадцятого синглу «Stripped» і альбому, супроводжував його, Black Celebration. Відмовившись переважно від «індастріал» звуку, який був характерний для двох їхніх попередніх альбомів (але зберігши свій найчастіше образний семплінг), гурт представив тривожний, атмосферніший та більш текстурований звук, що супроводжується одними з найбезрадісніших текстів, написаними Мартіном Ґором, що проникають в суть. Також до альбому увійшов перероблений варіант пісні «Fly On The Windscreen», котра спочатку вийшла як сингл разом з «It 's Called a Heart». Кліп на пісню «A Question Of Time», який зняв режисер Антон Корбейн, започаткував тривалі робочі відносини, що тривають і нині. Антон зняв більшість, а саме 19, кліпів (останній «Suffer Well» 2006 року) та концертних записів гурту, а також був дизайнером обкладинок більшості альбомів та синглів Depeche Mode.
Але найголовніший та епохальний період в історії гурту був ще попереду. 13 квітня 1987 року вийшов сингл «Strangelove», відео для якого також зробив Антон Корбейн. Сингл посів 16 позицію в британських чартах, але для шанувальників гурту це було щось особливе. Так DM не звучали ще ніколи в своїй історії. З виходом Strangelove можна говорити про Depeche Mode як про класика електронної музики. Влітку, 24 серпня 1987 року, вийшов другий сингл — «Never Let Me Down Again», що передував новому, вже шостому, альбому гурту. Ця композиція дотепер залишається у шанувальників Depeche Mode однією з найулюбленіших, багато хто називає її найкращою піснею гурту. 28 вересня 1987 року виходить альбом Music for the Masses, який розійшовся мільйонними тиражами. Альбом, поряд з попереднім, є класикою гурту. Восени того самого року розпочався тур Music for the Masses Tour, котрий стартував у Європі, а згодом продовжився в Японії і США. Завершився він 18 червня 1988 року легендарним, 101-м за рахунком, концертом на стадіоні Rose Bowl, Пасадіна, Каліфорнія, де було присутні 85 000 глядачів. 7 вересня 1988 року Depeche Mode виконали «Strangelove» на MTV Video Music Awards в Universal Amphitheatre в Лос-Анджелесі.

### Два найуспішніші альбоми (1989—1994)
У середині 1989 року гурт почав записуватися в Мілані з продюсером Марком Еллісом, відомішим як Флад. Результатом цієї сесії став сингл «Personal Jesus», в якому Depeche Mode продемонстрували ритмічне звучання, яке радикально відрізнялося від того, що гурт робив раніше. Перед виходом синглу в місцевих газетах, у розділах приватних оголошень, з'явилася реклама зі словами «Ваш власний персональний Ісус». Пізніше в рекламу був включений телефонний номер, зателефонувавши за яким, можна було почути цю пісню. Полеміка, що почалася після цього, дала змогу синглу досягти 13 рядку у Великій Британії та стати одним із найпродаваніших синглів гурту. У США він став першим золотим синглом та першим потрапив до 40 хітів від часу виходу «People Are People», а також одним із найпродаваніших 12-дюймових синглів в історії Warner Bros. Records. Кавер-версії цієї пісні були згодом випущені такими виконавцями, як Джонні Кеш, Ніна Хаген, Мерілін Менсон та іншими. У вересні 2006 року за результатами опитування читачів британського щомісячного журналу Q композиція була названа однією зі 100 найкращих пісень усіх часів. Вона входить також до 500 найкращих композицій усіх часів за версією журналу Rolling Stone. У цей час гурт набуває більшої популярності в США, де їхній вплив на сцені техно-та хауз-музики стає дедалі значнішим.
В лютому 1990 року «Enjoy the Silence», що став одним із найуспішніших синглів гурту, досяг 6-го місця в британських чартах. Кількома місяцями пізніше в США він став першим (і єдиним на сьогодні) синглом Depeche Mode, який увійшов до першої десятки, досягнувши 8-го місця, крім того, він став другим золотим синглом гурту. 1991 року «Enjoy the Silence» перемагає в номінації «Найкращий британський сингл» на Brit Awards. Ця динамічна пісня була задумана як повільна гіпнотична балада в до-мінорі. У демо-записі, який зробив автор пісні Мартін Ґор, був лише його голос у супроводі фісгармонії. Ідея прискорити запис належала Алану Вайлдеру. Гурту цей варіант сподобався, але автор пісні деякий час ображався і противився такій «обробці».
Розкручуючи свій новий альбом Violator, вони влаштували роздачу автографів у музичному магазині Wherehouse Records у Лос-Анджелесі, що привернуло увагу близько 17 000 фанатів і мало не стало причиною заворушень. Violator зміг увійти до найкращої десятки у Великій Британії і США. Він також став тричі платиновим у США з продажами більш як 3,5 мільйонів копій. Подальший світовий тур став ще одним помітним успіхом, коли 40 000 квитків на концерт на Giants Stadium у Нью-Йорку було продано протягом 8 годин, а на концерт на стадіоні «Доджер» у Лос-Анджелесі 48 000 квитків розійшлися менш ніж за годину. Два інших сингли з цього альбому, «Policy of Truth» та «World in My Eyes», домоглися помірного успіху у Великій Британії.
1991 року Depeche Mode записали «Death's Door» — одну з пісень у саундтреку до фільму Віма Вендерса «Коли настане кінець світу», а Алан Вайлдер записав для свого сольного проєкту Recoil третій альбом Bloodline, який вийшов у квітні 1992 року.
Значні зміни стилю гурту відбулися 1993 року з виходом восьмого альбому Songs of Faith and Devotion. Тоді Depeche Mode перебували під впливом таких гуртів, як Nirvana та Jane's Addiction. В альбомі головний акцент зроблено на інструментальні аранжування, які засновані переважно на сильно перекрученому звучанні електрогітари та живих барабанах (на яких грає Алан Вайлдер, чий дебют як студійного барабанщика відбувся при записі пісні Clean з альбому Violator), ніж на синтезаторах. До звучання гурту додалися живі струнні інструменти, ірландська волинка, а також жіночий вокал у стилі госпел.
Слідом за гранджевим синглом «I Feel You» альбом дебютував на 1 рядку і у США, і у Великій Британії. Depeche Mode стали першим британським альтернативним гуртом, який посів перший рядок в чарті музичних альбомів Billboard 200. Потім розпочалося 14-місячне світове турне Devotional. Воно було записано на відео, а пізніше вийшло концертне відео з такою самою назвою, який був номінований на премію Ґреммі та другий концертний альбом Songs of Faith and Devotion Live. До 1994 року Depeche Mode увійшли до світової еліти гуртів, які збирають стадіони, разом з U2, R.E.M., INXS і The Rolling Stones. Попри це, в гурті наростала напруженість. Наркотична залежність Девіда Гаана від героїну почала позначатися на його поведінці, він став непередбачуванішим та замкнутішим. У Мартіна Ґора сталося кілька нападів люті, а Ендрю Флетчер відмовився брати участь у другій «екзотичній» частині турне, зіславшись на «психологічну нестабільність». У цей період на сцені його замінив Деріл Бамонт, який працював із гуртом як особистий помічник уже багато років.

### Продовження успіху (1995—2000)
У червні 1995 року Алан Вайлдер повідомив, що покидає Depeche Mode, за його словами, «через зростаючу невдоволеність внутрішніми відносинами та робочою обстановкою в гурті». Він продовжив роботу над своїм персональним проєктом Recoil, випустивши четвертий альбом Unsound Methods в 1997 році. Вайлдер заявив, що він виконував левову частку роботи під час створення останніх альбомів і що «цей внесок так і не дістав тієї поваги та визнання, яких заслуговував». Після відходу Алана Вайлдера багато хто скептично ставився до того, що Depeche Mode ще коли-небудь будуть записуватися. Психічний стан Девіда Гаана і його згубна пристрасть до наркотиків стали головною причиною занепокоєння: мало не стало смертельним передозування наркотиками в лос-анджелеському готелі Sunset Marquis, що вважається багатьма спробою самогубства, хоча Гаан незмінно це заперечує.
Попри дедалі частіші особисті проблеми Гаана, Ґор неодноразово намагався протягом 1995—1996 років переконати гурт записуватися знову. Однак Гаан лише зрідка з'являвся на запланованих сесіях, а коли все-таки з'являвся, йому були потрібні тижні, щоб записати якусь вокальну партію. Ґор був змушений задуматися про розформування гурту та випуск написаних ним пісень сольним альбомом. Зрештою занепокоєння Ґора виявилося безпідставним: у червні 1996 року Гаан почав проходити курс реабілітації від героїнової залежності. Після його закінчення гурт продовжив записуватися з продюсером Тімом Сіменоном, і наступного року був випущений альбом Ultra, а також два сингли, що передували йому, «Barrel of a Gun» і «It's No Good», які досягли Топ 5 синглів британського чарту, вперше після «People Are People». Альбом знову дебютував на 1 рядку у Великій Британії. Через напругу, яка виникла під час попереднього світового туру, було вирішено відмовитися від туру на підтримку Ultra, замість цього гурт в квітні 1998 року розпочав тур в підтримку збірника синглів The Singles 86>98. Виходу збірки передував сингл «Only When I Lose Myself», записаний під час сесій Ultra.

### Exciter(2001—2004)
В травні 2001 році Depeche Mode видали альбом Exciter, спродюсований Марком Беллом, колишнім учасником гурту LFO. Белл представив мінімалістичний, цифровий звук під впливом таких жанрів, як IDM і глітч. Критична реакція на альбом була неоднозначною. Exciter отримав досить позитивні рецензії від деяких журналів (британського NME, і від американських Rolling Stone та L.A. Weekly), але більшість інших (включаючи Q, PopMatters, Pitchfork Media), а також багато шанувальників, відзначали, що альбому бракує глибини, натхнення та блиску. Exciter очолив чарти Швеції, Греції, Бельгії, Польщі, Угорщини і став першим студійним альбомом Depeche Mode, який у чартах США досяг вищого рядку, ніж у Великій Британії.
В березні 2001 року Depeche Mode провели прес-конференцію в готелі Валентино в Гамбурзі, щоб оголосити про початок нового світового турне Exciter Tour, який став одним із найуспішніших в історії Depeche Mode. Концерт у Парижі в Palais Omnisports Paris-Bercy був знятий, а потім випущений як концертний DVD під назвою One Night in Paris.
У жовтні 2002 року гурт виграє премію «Innovation Award» журналу Q.
2003 року Дейв Гаан випустив свій перший сольний альбом Paper Monsters та вирушив у концертний тур.
Того самого року вийшов другий сольний альбом Мартіна Ґора Counterfeit ², а Ендрю Флетчер заснував свій власний лейбл Toast Hawaii, що спеціалізується на просуванні електронної музики.
2004 року виходить збірка реміксів Remixes 81-04, куди увійшли нові та невидані промо-мікси з синглів гурту від 1981 по 2004 рік. Майк Шинода зробив ремікс «Enjoy the Silence», випущений як сингл під назвою Enjoy the Silence 04, який досяг 7-го місця в британських чартах.

### 2005—2007:Playing the Angel
17 жовтня 2005 року Depeche Mode випустили свій одинадцятий студійний альбом Playing the Angel, що отримав гарні рецензії. Багато шанувальників розглядають цей альбом як повернення гурту в минулу форму. Це перший альбом гурту з часів Some Great Reward (1984), в якому представлені пісні, написані не лише Мартіном Ґором: автором текстів до трьох пісень (Suffer Well, I Want It All та Nothing's Impossible) став Девід Гаан, а музики — Крістіан Айгнер (англ. Christian Eigner) та Ендрю Філпот (англ. Andrew Phillpott).
У листопаді 2005 року, розкручуючи свій альбом Playing the Angel, гурт вирушив у світове турне Touring the Angel, яке тривало до літа 2006 року. Загалом гурт зіграв більш ніж для 2,8 мільйона осіб у більш ніж 30 країнах. Touring The Angel визнаний критиками одним із найкасовіших турів 2005/06 років.
Гурт був хедлайнером на двох фестивалях 2006 року, Coachella Valley Music and Arts Festival у Каліфорнії і O2 Wireless Festival, який проходив останніми вихідними червня в лондонському Гайд-парку. 25 вересня 2006 року вийшов їхній концертний альбом Touring The Angel: Live In Milan, зрежисований Блю Лічем (англ. Blue Leach) і записаний 18 і 19 лютого 2006 року в міланському Fila Forum.. Альбом складається з двох DVD і одного Компакт-диска. Перший DVD містить повний концерт і дві додаткові концертні записи пісень A Question of Lust та Damaged People. На другому DVD — 20-хвилинний документальний фільм, що представляє Антона Корбейна, офіційний анонс туру, про який було оголошено на прес-конференції в Німеччині влітку 2005 року, а також деякі інші матеріали, присвячені Playing the Angel. Третій диск являє собою CD із концертними записами пісень цього альбому.

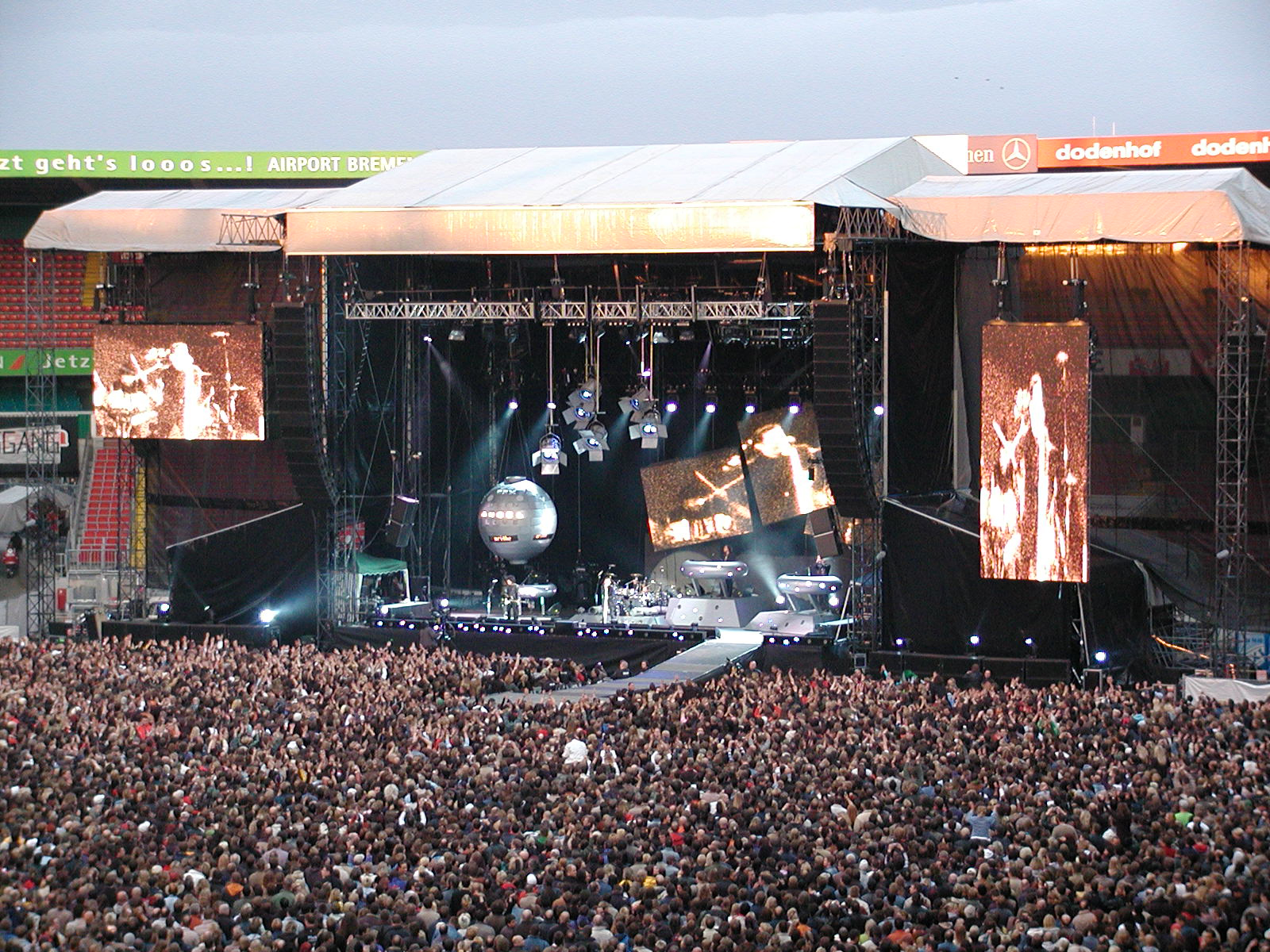
Touring the Angel, концерт у Бремені, червень 2006 року

Збірник найкращих хітів був випущений у листопаді 2006 року під назвою The Best Of, Volume 1. У компіляцію також увійшла нова пісня Martyr, записана під час сесій Playing the Angel.
2 листопада 2006 року Depeche Mode отримали MTV Europe Music Awards у категорії «Найкращий гурт».
У грудні 2006 року Depeche Mode були номіновані на премію Grammy в категорії «Найкращий танцювальний запис» (англ. Best Dance Recording) за сингл Suffer Well. Це стало їхньою третьою номінацією на премію Grammy. Уперше вони були номіновані 1994 року в категорії «Найкраще повнометражне музичне відео» (англ. Best Long Form Music Video) за концертне відео Devotional, а другий раз — у категоріях «Найкращий танцювальний запис» та «Найкращий реміксовий запис — не класика» (англ. Best Remixed Recording — Non-Classical) за сингл I Feel Loved 2001 року.
У жовтні 2007-го гурт було номіновано в розділі «Inter Act» (найкращий міжнародний виконавець) на MTV Europe Music Awards.

### 2008—2011:Sounds Of The Universe
6 жовтня 2008 року в Берліні на стадіоні Olympiastadion відбулася прес-конференція Depeche Mode, на якій вони анонсували своє нове світове турне, що отримало назву Tour of the Universe. Квитки на деякі концерти європейської частини турне, котре стартувало 10 травня 2009 року в Тель-Авіві, надійшли в продаж 13 жовтня 2008 року.
15 січня 2009 року на офіційному сайті гурту було розміщено прес-реліз, присвячений виходу нового альбому «Sounds of the Universe», який вийшов у світ 20 квітня 2009 року. Цього разу увагу учасників гурту зміщено в бік аналогових інструментів. Крім того, за словами музикантів, під час роботи над новою платівкою вони записали чимало додаткового матеріалу, котрий представлений у люксовій версії альбому.
Першим синглом з альбому стала композиція Wrong. Так само, як і альбом 2005 року «Playing the Angel», «Sounds of the Universe» містить музичні твори як Мартіна Ґора, так і Дейва Гаана. Реліз став також возз'єднанням гурту та саунд-продюсера Бена Хіллієра.
21 лютого 2009 року на німецькій щорічній церемонії вручення музичних премій ECHO Awards, Depeche Mode презентували свою пісню Wrong, яка стала першим синглом з альбому «Sounds of the Universe». Сам сингл став доступний для громадськості 6 квітня 2009 року.
4 лютого 2010 року в Санкт-Петербурзі й 6 лютого в Москві відбулися концерти гурту Depeche Mode в рамках світового турне «Tour of the Universe» на підтримку їхнього нового альбому. Також гурт уперше у повному складі відвідав столицю України (Київ) 8 лютого 2010 року. Завершилося турне 27 лютого 2010 року в Дюссельдорфі, Німеччина.
17 лютого 2010 року в Лондоні (Альберт-холл), на концерті на підтримку Teenage Cancer Trust (Фонд по боротьбі з раком у підлітків) відбулася подія, на яку шанувальники гурту чекали 15 років: під час виконання Мартіном Ґором пісні «Somebody» йому акомпанував Алан Вайлдер, котрий покинув гурт улітку 1995 року. На офіційному сайті Recoil (проєкт Алана Вайлдера) вказано, що Вайлдеру подзвонив Гаан і запросив взяти участь у концерті. Вайлдер із задоволенням погодився.
3 березня 2010 року на німецькій премії Echo Awards 2010 Depeche Mode перемогли в номінації «Best International Group — Rock/Pop» (найкращий зарубіжний рок/поп-гурт). На церемонії були присутні Деніел Міллер, Мартін Ґор і Енді Флетчер.
2011 року Depeche Mode випустили другу збірку реміксів, над якою працювали всі учасники гурту, включаючи Вінса Кларка та Алана Вайлдера, котрі давно покинули гурт. Збірка отримала назву Remixes 2: 81-11. Реліз альбому відбувся 6 червня 2011 року. Збірка містить ремікси, підготовані Arcade Fire, Yeah Yeah Yeahs, вокалістом The Killers Брендоном Флауерсом, Бернардом Самнером із New Order, Ніком Роудс із Duran Duran, Röyksopp та багатьма іншими. Ремікс на пісню «Personal Jesus», підготований Stargate, вийшов як сингл 30 травня 2011 року під назвою «Personal Jesus 2011».
Depeche Mode записали кавер на пісню «So Cruel» гурту U2 для триб'юту AHK-toong BAY-bi Covered на честь 20-річчя альбому Achtung Baby. Збірник був виданий у грудні 2011 року разом із випуском журналу Q.

### 2012— наш час:13-й альбом
Під час свого виступу в Італії в листопаді 2011 року Ендрю Флетчер повідомив, що гурт готовий розпочати запис 13-го студійного альбому. Пізніше, у січні 2012 року, Мартін Ґор підтвердив, що вихід альбому відбудеться на початку 2013 року і потім гурт вирушить у нове світове турне. 2 березня 2012 року Дейв Гаан заявив, що вже готові 20 демо-записів, а продюсером знову стане Бен Хіллер. 21 липня 2012 року відбувся спільний концерт Дейва Гаана з гуртом Soulsavers, після якого менеджер Depeche Mode Джонатан Кесслер повідомив, що реліз тринадцятого студійного альбому відбудеться у квітні 2013 року. 23 липня 2012-го в інтерв'ю Дейв Гаан оголосив про те, що в студію повертається продюсер Флад для мікшування тринадцятого альбому Depeche Mode.
23 жовтня 2012 року на конференції в Парижі була оголошена дата початку туру на підтримку нового альбому Depeche Mode «Delta Machine», перший виступ якого відбувся в Тель-Авіві 7 травня 2013 року. Європейська частина туру завершилася 29 липня в Мінську, також серед міст були заявлені Москва (22 червня 2013, Локомотив), Санкт-Петербург (24 червня 2013, Спортивно-концертний комплекс «Петербурзький») та Київ (29 червня 2013, НСК «Олімпійський»). Ще один концерт у Києві мав відбутися в лютому 2014 року, проте він був відмінений через російське вторгнення в країну.

## Вплив
Depeche Mode вплинули на багатьох відомих сучасних виконавців, використовуючи свої інноваційні технології звукозапису, зокрема семпліювання.
Наприклад, Pet Shop Boys навели в приклад альбом Violator (і зокрема Enjoy the Silence) як одне з основних джерел натхнення при запису їхнього альбому Behaviour. Ніл Теннант казав: «Коли ми слухали „Violator“, він здавався нам просто чудовим альбомом, і ми страшенно заздрили Depeche Mode».
Піонери техно Кевін Сандерсон, Хуан Аткінс та Деррік Мей регулярно згадують Depeche Mode як гурт, що вплинув на розвиток техно-музики під час розквіту детройт-техно в середині 1980-х років. Висока значущість гурту в сучасній електронній музиці підтверджується численними реміксами пісень Depeche Mode, зробленими сучасними ді-джеями.
Брендон Флауерс, вокаліст The Killers, заявив: «Раніше, коли я навіть не думав про себе як про музиканта, я був прив'язаний до Depeche Mode як людина. Я думаю, Some Great Reward або Songs Of Faith and Devotion сформували мене як особистість перш, ніж я навіть написав пісню…»
Честер Беннінгтон, вокаліст Linkin Park, наводить в приклад Depeche Mode як джерело натхнення.. Інший учасник Linkin Park, Майк Шинода, сказав: «Depeche Mode є одним із найвпливовіших гуртів нашого часу. Їхня музика є джерелом натхнення для мене…». 2004 року Шинода зробив ремікс пісні гурту «Enjoy The Silence».
Depeche Mode також справили чималий вплив на колумбійську співачку Шакіру. У її біографії «Shakira — Woman Full of Grace» є такі рядки: "Коли Шакірі було років тринадцять, вона просто обожнювала Depeche Mode, електро-рок-гурт із Великої Британії. Одного разу слухаючи пісню «Enjoy the Silence» Шакіра помітила, що вона не лише чує цю музику, але і відчуває її своїм тілом. Тоді вона сказала своїй мамі: «Кожного разу, коли я чую цей гітарний риф, я відчуваю щось фантастичне у своєму животі».
Кен Джордан, учасник електронного дуету The Crystal Method, сказав, що Depeche Mode є одним із головних впливів у музиці. Реймонд Херерра, колишній барабанщик індастріал-метал-гурту Fear Factory, також каже про вплив Depeche Mode на музику.
У серпні 2008 року Coldplay випустили відео на сингл Viva La Vida, знятий під впливом кліпу «Enjoy the Silence». У відео Кріс Мартін, одягнений як король, пішки йде через Гаагу.
2011 року співачка Bat for Lashes записала кавер-версію пісні «Strangelove» для реклами нового аромату Gucci — «Guilty For Him». Пісня була доступна для безкоштовного скачування з каналу Gucci на YouTube.

### Вплив на українську музику
Починаючи з кінця 80-х, в українському шоу-бізнесі спостерігається значний вплив музичного стилю Depeche Mode на музику нині відомих виконавців. Зокрема, на ранньому етапі творчості гурту Скрябін (1989—2002) спостерігається вплив синті-попу та дарк-вейву. Подібна ситуація спостерігається і з гуртом Друга Ріка, чий музичний напрямок починав формуватися з того самого коріння. Вокаліст гурту Океан Ельзи — Святослав Вакарчук не раз заявляв, що цей колектив є одним з його найулюбленіших.

## Depeche Mode і Україна
Depeche Mode давали такі концерти в Україні:
- 8 лютого 2010 — Київ, Палац спорту (на розігріві — Nitzer Ebb);
- 29 червня 2013 — Київ, НСК «Олімпійський» (на розігріві — Метью Дір).
- 26 лютого 2014 — Київ, МВЦ (скасований)[84]
- 19 липня 2017 — Київ, НСК «Олімпійський» (на розігріві — британська діджейка Майя Джейн Коулз, англ. Maya Jane Coles).

10 грудня 2013 року лідер гурту Depeche Mode Мартін Ґор підтримав революційні події в Україні, заявивши: «Те, що ви вийшли на вулиці, щоб приєднатися до Європейського Союзу, означає, що ви заслуговуєте бути його частиною більше, ніж будь-хто інший». Проте, через загибель людей під час протестних акцій у Києві другої половини лютого 2014 року, група скасувала свій концерт, запланований на 26 лютого. Наступного разу Depeche Mode приїхали в Київ в рамках підтримки нового альбому Spirit (Depeche Mode. Global Spirit Tour) лише 19 липня 2017 року.

## Дискографія
Дискографія Depeche Mode налічує 15 студійних альбомів, 55 синглів і численну кількість збірок, виданих гуртом, починаючи від 1981 року.